# Chlamydophila psittaci
Chlamydia psittaci è un batterio Gram-negativo intracellulare obbligato, agente eziologico della psittacosi.
Il termine psittacosi deriva dal greco psittakos che significa pappagallo, dal momento che questo batterio infetta psittacidi e altri uccelli, anche se molti altri animali possono fungere da serbatoio, come ovini, suini, bovini e uccelli.
La riclassificazione dell'ordine Chlamydiales nel 1999 in due generi (Chlamydia e Chlamydophila) non è stata completamente accettata o adottata. Ciò ha portato a un ritorno al singolo, originale genere Chlamydia, che ora comprende tutte e 9 le specie, inclusa Chlamydia psittaci.
Il batterio si può trovare nel torrente circolatorio, nei tessuti, negli escrementi e nelle piume degli uccelli.
La trasmissione avviene tramite inalazione di escrementi secchi.
Nell'uomo causa una polmonite interstiziale con un andamento clinico molto grave; senza terapia adeguata, esiste un'elevata possibilità di morte.